# Evocation I – The Arcane Dominion
Evocation I - The Arcane Dominion – trzeci album długogrający folkmetalowego zespołu Eluveitie wydany 11 kwietnia 2009 roku przez Nuclear Blast. Jest to pierwszy album koncepcyjny zespołu, ponadto - w przeciwieństwie do poprzednich wydawnictw - niemal w całości akustyczny.

## Lista utworów
Na podstawie materiału źródłowego:
| Nr  | Tytuł utworu                           | Długość |
| --- | -------------------------------------- | ------- |
| 1.  | „Sacrapos - At First Glance”           | 2:01    |
| 2.  | „Brictom”                              | 4:22    |
| 3.  | „A Girls Oath”                         | 1:17    |
| 4.  | „The Arcane Dominion”                  | 5:42    |
| 5.  | „Within The Grove”                     | 1:52    |
| 6.  | „The Cauldron Of Renascence”           | 2:03    |
| 7.  | „Nata”                                 | 4:03    |
| 8.  | „Omnos”                                | 3:48    |
| 9.  | „Dessumiis Luge”                       | 3:29    |
| 10. | „Carnutian Forest”                     | 3:16    |
| 11. | „Gobanno”                              | 3:14    |
| 12. | „Voveso In Mori”                       | 4:09    |
| 13. | „Memento”                              | 3:20    |
| 14. | „Ne Regv Na”                           | 5:07    |
| 15. | „Sacrapos - The Disparaging Last Gaze” | 2:42    |
|     |                                        | 50:25   |